# Повітряний корпус Армії США
Повітряний корпус Армії США (англ. United States Army Air Corps (USAAC)) — повітряні сили, окремий рід військ армії США, що існував з 1926 до 1942 року у складі Збройних сил країн. Призначався для ведення повітряної війни, повітряної розвідки противника, забезпечення панування в повітрі, захисту від ударів з повітря важливих військово-економічних районів (об'єктів) країни та угруповань наземних військ та важливих об'єктів військово-морських сил США, завдання ураження об'єктам противника, що становлять основу його військового та військово-економічного потенціалу, підтримки з повітря сухопутних військ і сил флоту, десантування повітряних десантів, перевезення повітрям військ та матеріальних засобів.
Повітряний корпус Армії був заснований 2 липня 1926 року шляхом перейменування Авіаційної служби Армії США, як окрема складова сухопутних військ, що призначалася виключно для допоміжної ролі в забезпеченні дій армії США. 20 червня 1941 року були засновані Повітряні сили армії США, які мали значно більшу автономію від сухопутних військ. 9 березня 1942 року Повітряний корпус та його складові структури були остаточно розформовані й перепризначені до повітряних сил армії.

### Загальна чисельність Повітряного корпусу
Щорічна чисельність за станом на 30 червня кожного року
| Рік  | Чисельність |  | Рік  | Чисельність |  | Рік  | Чисельність |
| 1927 | 9 979       |  | 1932 | 14 650      |  | 1937 | 18 572      |
| 1928 | 10 518      |  | 1933 | 14 817      |  | 1938 | 20 196      |
| 1929 | 12 080      |  | 1934 | 15 621      |  | 1939 | 22 387      |
| 1930 | 13 305      |  | 1935 | 15 945      |  | 1940 | 51 185      |
| 1931 | 14 485      |  | 1936 | 16 863      |  | 1941 | 152 125     |

## Командування

### Начальники Повітряного корпусу
- генерал-майор Мейсон Патрік (англ. Mason Patrick) (2 липня 1926 — 13 грудня 1927);
- генерал-майор Джеймс Фечет (англ. James E. Fechet) (14 грудня 1927 — 19 грудня 1931);
- генерал-майор Бенджамін Фулойс (англ. Benjamin D. Foulois) (20 грудня 1931 — 21 грудня 1935);
- генерал-майор Оскар Вестовер (англ. Oscar Westover) (22 грудня 1935 — 21 грудня 1938);
- генерал-майор Генрі Арнольд (англ. Henry H. Arnold) (29 грудня 1938 — 20 червня 1941);
- генерал-майор Джордж Бретт (англ. George H. Brett) (20 червня 1941 — 9 березня 1942).